# Прапор Ікселя
Прапор Ікселя — муніципальний прапор брюссельської комуни Іксель. В описі написано: 
Дві однаково довгі смуги зеленого і білого кольорів.
Кольори прапора походять від герба комуни.

Цей муніципальний прапор ідентичний прапорам Кукельберга, Схарбека і Форе.

Герб Ікселя
Прапор Кукельберга
Прапор Схарбека
Прапор Форе